# Lisková
Lisková és un poble i municipi d'Eslovàquia que es troba a la regió de Žilina, al centre-nord del país.

## Demografia
| Godina             | 1994 | 2004   | 2014   | 2024   |
| ------------------ | ---- | ------ | ------ | ------ |
| Nombre de persones | 2106 | 2127   | 2117   | 1999   |
| Diferència         |      | +0,99% | −0,47% | −5,57% |

| Godina             | 2023 | 2024   |
| ------------------ | ---- | ------ |
| Nombre de persones | 2010 | 1999   |
| Diferència         |      | −0,54% |